# Cephaloziella violacea
Cephaloziella violacea là một loài rêu trong họ Cephaloziellaceae. Loài này được Schljakov mô tả khoa học đầu tiên năm 1978.